# Малый Лог
Малый Лог — посёлок в Зерноградском районе Ростовской области России. Входит в состав Манычского сельского поселения.

## География
Находится у автодороги 60К-14.

### Улицы
- ул. Молодёжная,
- ул. Троицкая,
- пер. Дальний.

## История
В 1987 года Указом Президиума Верховного Совета РСФСР посёлку третьего отделения совхоза «Манычский» присвоено наименование Малый Лог.

## Население
| 2010 |
| ---- |
| 249  |

## Инфраструктура
Основа экономики — сельское хозяйство. Действовало отделение совхоза «Манычский».

## Транспорт
Доступен автотранспортом.